# 28e Match des étoiles de la Ligue nationale de hockey
Match précédent Match suivant
Le 28e Match des étoiles de la Ligue nationale de hockey fut tenu le 21 janvier 1975 dans le domicile des Canadiens de Montréal, le Forum de Montréal. Avec l'ajout de nouvelles équipes dans la ligue, celle-ci dut réorganiser les deux conférences. Ainsi, elles furent renommées « Conférence Prince de Galles » (appelée à remplacer l'Est) et Conférence Campbell (remplaçant l'Ouest). La « Conférence Prince de Galles » remporta ce match par 7 à 1. Le joueur notable de la rencontre fut Syl Apps, Jr. des Penguins de Pittsburgh, car il marqua deux buts.

## Effectif

### Conférence Prince de Galles
- Entraîneur-chef : Bep Guidolin ; Scouts de Kansas City.

Gardiens de buts
- 01 Rogatien Vachon ; Kings de Los Angeles.
- 29 Ken Dryden ; Canadiens de Montréal.

Défenseurs :
- 02 Terry Harper ; Kings de Los Angeles.
- 03 Bob Murdoch ; Kings de Los Angeles.
- 04 Bobby Orr ; Bruins de Boston.
- 05 Guy Lapointe ; Canadiens de Montréal.
- 06 Jerry Korab ; Sabres de Buffalo.
- 10 Carol Vadnais ; Bruins de Boston.

Attaquants :
- 07 Phil Esposito, C ; Bruins de Boston.
- 08 Richard Martin, AG ; Sabres de Buffalo.
- 12 Marcel Dionne, C ; Red Wings de Détroit.
- 14 René Robert, AD ; Sabres de Buffalo.
- 15 Denis Dupere, AG ; Capitals de Washington.
- 16 Guy Lafleur, AD ; Canadiens de Montréal.
- 19 Jean Pronovost, AD ; Penguins de Pittsburgh.
- 20 Don Luce, C ; Sabres de Buffalo.
- 22 Joey Johnston, AG ; Seals de la Californie.
- 24 Terry O'Reilly, AD ; Bruins de Boston.
- 26 Syl Apps, Jr., C ; Penguins de Pittsburgh.
- 27 Darryl Sittler, C ; Maple Leafs de Toronto.

### Conférence Campbell
- Entraîneur-chef : Fred Shero ; Flyers de Philadelphie.

Gardiens de buts :
- 01 Bernard Parent ; Flyers de Philadelphie.
- 30 Gary Smith ; Canucks de Vancouver.

Défenseurs :
- 02 Brad Park ; Rangers de New York.
- 03 Ed Van Impe ; Flyers de Philadelphie.
- 04 Doug Jarrett ; Blackhawks de Chicago.
- 05 Denis Potvin ; Islanders de New York.
- 19 Tracy Pratt ; Canucks de Vancouver.
- 20 Jimmy Watson ; Flyers de Philadelphie.

Attaquants
- 06 Bill Barber, AG ; Flyers de Philadelphie.
- 07 Garry Unger, C ; Blues de Saint-Louis.
- 08 Jim Pappin, AD ; Blackhawks de Chicago.
- 09 Steve Vickers, AG ; Rangers de New York.
- 10 Rod Gilbert, AD ; Rangers de New York.
- 11 Curt Bennett, C ; Flames d'Atlanta.
- 12 Tom Lysiak, C ; Flames d'Atlanta.
- 16 Bobby Clarke, C ; Flyers de Philadelphie.
- 17 Simon Nolet, AD ; Scouts de Kansas City.
- 18 Ed Westfall, AD ; Islanders de New York.
- 21 Stan Mikita, C ; Blackhawks de Chicago.
- 22 Dennis Hextall, C ; North Stars du Minnesota.

## Feuille de match
| No | Score            | Équipe           | Buteur (Passeur(s))          | Temps            |                  |
| Première période | Première période | Première période | Première période             | Première période | Première période |
| --- | ---------------- | ---------------- | ---------------------------- | ---------------- | ---------------- |
| 1 | 1-0              | Prince de Galles | Apps (Johnston - Vadnais)    | 9:38             |                  |
| 2 | 2-0              | Prince de Galles | Luce (O'Reilly - Dupere)     | 12:02            |                  |
| 3 | 3-0              | Prince de Galles | Sittler (Lafleur)            | 14:22            |                  |
| 4 | 3-1              | Campbell         | Potvin (Unger)               | 19:41            |                  |
| Pénalité : Aucune |                  |                  |                              |                  |                  |
| Deuxième période |                  |                  |                              |                  |                  |
| 5 | 4-1              | Prince de Galles | Esposito (Lafleur - Murdoch) | 19:16            |                  |
| Pénalité : Vickers (Cam.) accroché 0:16 ; Luce (Gal.) trébuché 4:51 Harper (Gal.) accroché 12:11 ; Korab (Gal.) retenu 19:37 |                  |                  |                              |                  |                  |
| Troisième période |                  |                  |                              |                  |                  |
| 6 | 5-1              | Prince de Galles | Apps (Robert - Martin)       | 3:25             |                  |
| 7 | 6-1              | Prince de Galles | O'Reilly                     | 5:43             |                  |
| 8 | 7-1              | Prince de Galles | Orr (Lafleur - Sittler)      | 7:19 AN          |                  |
| Pénalité : watson (Cam.) retenu 6:42 ; Clarke (Cam.) accroché 13:32                                                          |                  |                  |                              |                  |                  |

Gardiens :
- Prince de Galles  : Vachon (30:39, est ré-entré à 10:39 de la 3e période), Dryden (29:21, est entré au début de la 2e période).
- Campbell : Parent (29:17), Smith (30:43, est entré à 9:17 de la 2e période).

Tirs au but :
- Prince de Galles (37) 14 - 09 - 14
- Campbell (29) 10 - 09 - 10

Arbitres : Wally Harris
Juges de ligne : Leon Stickle, Claude Béchard